# Hen 3-759
Hen 3-759 (TYC 8978-4440-1 / GSC 08978-04440) es una estrella de magnitud aparente +11,3 en la constelación de la Cruz del Sur.

## Características
Hen 3-759 fue catalogada inicialmente como una estrella de Wolf-Rayet, si bien la intensidad y nitidez de ciertas líneas de su espectro favorecían su clasificación como estrella de tipo Of.
Por otra parte, su espectroscopia en el ultravioleta sugería un tipo B-temprano, por lo que un catálogo fotométrico del hemisferio sur le fue asignado el tipo Be.
Actualmente Hen 3-759 es considerada una supergigante azul de tipo espectral O8Iaf, semejante a HD 151804.
Formaría parte del raro subgrupo de estrellas Of en cuyo espectro aparece la línea de emisión Hβ, implicando unas condiciones de pérdida de masa extremas.
Hen 3-759 tiene una temperatura efectiva de 30.500 K y su luminosidad equivale a casi 800.000 veces la luminosidad solar.
Tiene un diámetro 32,1 veces más grande que el diámetro solar y gira sobre sí misma con una velocidad de rotación proyectada de 100 km/s.
Se piensa que su masa inicial era de 60 masas solares pero, dado que pierde masa estelar a razón de 10-5,17 masas solares por año, su masa actual se estima 40 veces mayor que la del Sol.
Su edad está comprendida entre los 2700 y 3900 millones de años, dependiendo del modelo evolutivo considerado.

## Situación y distancia
Hen 3-759 se encuentra a 6500 ± 1600 pársecs (21.190 años luz) del sistema solar, en un brazo de la galaxia llamado «Sagitario-Carina», cerca del círculo solar aproximadamente a 7500 pársecs del centro galáctico.
No reside en ningún cúmulo estelar ni asociación OB, lo que es curioso para una estrella tan masiva.
Al no tener una alta velocidad radial, cabría esperar que estuviese cerca de su cúmulo natal, el cual debería tener una masa mínima de 6000 masas solares.
Una explicación alternativa es que estrellas tan masivas como ésta también puedan formarse en cúmulos de relativamente baja masa; un cúmulo de estas características puede ser difícil de identificar a la distancia a la que se encuentra Hen 3-759.